# 顧客情報
顧客情報（こきゃくじょうほう）とは経営学用語の一つ。これは企業において保管されている情報であり顧客に関する情報のことである。

## 概要
この顧客情報というのは顧客の属性に関する情報と、購買データなどといった顧客の行動に関する情報とに大まかに分けられる。
企業というのはこの顧客情報を管理することで顧客のニーズや販売履歴を知ることができ、このことから顧客一人ひとりに対してよりきめ細かな営業を行えるということになる。

## 流出事件例
顧客情報は企業にとって大切に保管するべきものである。流出させたならば、それが事件となる場合もある。これまでにKDDI顧客情報流出事件、Yahoo! BB顧客情報漏洩事件、三菱UFJ証券顧客情報売却事件などが発生してきている。